# Aema buin 7
Aema buin 7 (en coreano, 애마부인 7) es una película de drama romántico erótico surcoreana de 1992 dirigida por Suk Do-won. Es la séptima película en la serie Aema buin, la serie de películas de mayor duración en el cine coreano.

## Sinopsis
En este episodio de la serie de larga duración Aema buin, Aema deja a su egoísta esposo de mediana edad para seguir una carrera como actriz. Conoce a un artista de performance que la convence de realizar actos sexuales pervertidos en nombre del arte. Finalmente, arrepentida de su decisión, regresa con su esposo.

## Reparto
- Kang Seung-mi como Aema[1]
- Lee Moo-jung como Hyeon-woo
- Ganó Seok como Won Seok
- yoo seong
- Park Hye-ran como Rubia
- Han Yeong Nam
- Kim Yun-hui como Señorita Choe
- Gil Dal Ho
- Seo Eok-seok
- Kwang Bok-dong